# Lesotho na Mistrzostwach Świata w Lekkoatletyce 2022
Lesotho na Mistrzostwach Świata w Lekkoatletyce 2022 – reprezentacja Lesotho podczas mistrzostw świata w Eugene liczyła jednego zawodnika, który nie zdobył żadnego medalu.

## Skład reprezentacji

### Mężczyźni
| Zawodnik             | Konkurencja | Finał   | Finał   | Źródło |
| Zawodnik             | Konkurencja | Wynik   | Pozycja | Źródło |
| -------------------- | ----------- | ------- | ------- | ------ |
| Tebello Ramakongoana | maraton     | 2:12:35 | 35.     | [ 1 ]  |